# Zapasy na Igrzyskach Panamerykańskich 1995
Zapasy na Igrzyskach Panamerykańskich 1995, odbywały się w dniu 21 marca w Mar del Plata. W tabeli medalowej tryumfowali zapaśnicy z USA.

## Tabela medalowa
|   | Państwo           |    |    |    | Razem: |
| - | ----------------- | -- | -- | -- | ------ |
| 1 | Stany Zjednoczone | 10 | 5  | 5  | 20     |
| 2 | Kuba              | 10 | 3  | 6  | 19     |
| 3 | Kanada            | 0  | 4  | 4  | 8      |
| 4 | Wenezuela         | 0  | 4  | 3  | 7      |
| 5 | Portoryko         | 0  | 3  | 0  | 3      |
| 6 | Meksyk            | 0  | 1  | 2  | 3      |
|   | razem:            | 20 | 20 | 20 | 60     |

## Wyniki

### W stylu klasycznym
| Waga   | złoty            | srebrny         | brązowy              |
| ------ | ---------------- | --------------- | -------------------- |
| 48 kg  | Mujaahid Maynard | Enrique Aguilar | Wilber Sánchez       |
| 52 kg  | Raúl Martínez    | Shawn Sheldon   | Joel Medina          |
| 57 kg  | Dennis Hall      | William Lara    | Armando Fernández    |
| 62 kg  | Juan Luis Marén  | Winston Santos  | David Zuniga         |
| 68 kg  | Liubal Colás     | Andy Seras      | José Alberto Díaz    |
| 74 kg  | Filiberto Ascuy  | Néstor García   | Gordy Morgan         |
| 82 kg  | Alexei Banes     | José Betancourt | Dan Henderson        |
| 90 kg  | Reynaldo Peña    | Mike Foy        | Mario González Pérez |
| 100 kg | Héctor Milián    | Jerry Jackson   | Emilio Suárez        |
| 130 kg | Matt Ghaffari    | Edwin Millet    | Andy Borodow         |

### W stylu wolnym
| Waga   | złoty             | srebrny                | brązowy                 |
| ------ | ----------------- | ---------------------- | ----------------------- |
| 48 kg  | Alexis Vila       | Paul Ragusa            | Tim Vanni               |
| 52 kg  | Zeke Jones        | Carlos Varela          | Selwyn Tam              |
| 57 kg  | Terry Brands      | Robert Dawson          | Alejandro Puerto        |
| 62 kg  | Tom Brands        | Anibál Nieves          | Carlos Ortíz            |
| 68 kg  | Townsend Saunders | Craig Roberts          | Jesús Eugenio Rodríguez |
| 74 kg  | Alberto Rodríguez | David Hohl             | Dave Schultz            |
| 82 kg  | Kevin Jackson     | Luis Varela            | Ariel Ramos             |
| 90 kg  | Melvin Douglas    | Evelio de Jesús Suárez | Miguel Molina Dominguez |
| 100 kg | Wilfredo Morales  | Mark Kerr              | Gavin Carrow            |
| 130 kg | Bruce Baumgartner | Ángel Anaya            | Andy Borodow            |